# هاري هيغينز
هاري هيغينز (24 فبراير 1894 في المملكة المتحدة - 19 سبتمبر 1979 في المملكة المتحدة) (بالإنجليزية: Harry Higgins)‏ هو لاعب كريكت بريطاني وبريطاني (وحمل سابقاً جنسية المملكة المتحدة لبريطانيا العظمى وأيرلندا). شارك مع منتخب إنجلترا للكريكت. أما مع النوادي، فقد لعب مع نادي مقاطعة ورسسترشاير للكريكيت ‏.

## وصلات خارجية
- هاري هيغينز على موقع إي آس بي آن كريك إنفو (الإنجليزية)